# Andrej Kolkutin
Andrej Borisovič Kolkutin (in russo Андрей Борисович Колкутин?; Smoliàninovo, 1957) è un pittore e scultore russo.

## Biografia
Diplomatosi nel 1982 all'Accademia russa di belle arti, a San Pietroburgo, attualmente abita e lavora a Nal'čik, capitale della Repubblica di Kabardino-Balkària della Federazione Russa.
I soggetti che preferisce raffigurare sono i lavoratori della sua terra d'origine, che hanno un carattere indefinibile, con umorismo e gentilezza. Qualche volta elementi suprematisti si combinano con elementi figurativi. Nella parte inferiore delle pitture possono apparire edifici distorti oppure carte che completano la composizione.
Kolkutin ha sviluppato una tecnica che deriva dalla tradizione russa: il suprematismo di Kazimir Severinovič Malevič, il cubismo e l'arte naïf. Il medium preferito solitamente è l'olio, ma l'artista si è cimentato anche in scultura e grafica.
Secondo quanto afferma egli stesso, ricerca le sfumature caratteristiche delle antiche icone russe, tramite un fondo preparatorio grigio, che dà ai colori stesi successivamente una calda chiarezza.

### Opere in musei e collezioni
- Galleria Tret'jakov de Mosca
- Museo Estatal de Kabardino-Balkària
- Galeria de Pittura de Volgograd
- Museo de Arte de Tula
- Collezione del Banc Moskóvia
- Collezione del Inkombank (Mosca)
- Collezione del Banc Stolitxni (Mosca)
- Sala de esposizione Olimp (Mosca)
- Sygeplejeskolen, Århus (Danimarca)
- Museo del Arte Religioso, Lemvig (Danimarca)
- Kastrupgårdsamlingen, Copenaghen (Danimarca)